# لور شلتون (بيدفوردشير)
لور شلتون (بالإنجليزية: Lower Shelton)‏ هي قرية تقع في المملكة المتحدة في شرق انجلترا.